# Mathilde Reinhardt
Mathilde Wilhelmine Reinhardt, född 13 mars 1820 i Köpenhamn, död 5 mars 1900 i Frederiksberg, var en dansk författare.
Mathilde Reinhardt var dotter till Johannes Christopher Hagemann Reinhardt (1776–1845), professor i zoologi, och Mette Margrete Nicoline Hammeleff (1782–1831). Hennes bror var zoologen Johannes Theodor Reinhardt (1816–1882) och hon hade två systrar; Betty och Julie. Modern dog när Mathilde Reinhardt var 11 år gammal. Efter faderns död flyttade systrarna, som alla förblev ogifta, in hos hans efterträdare som professor, Japetus Steenstrup, och brodern företog zoologiska expeditioner i Lagoa Santa i Brasilien. De flyttade in hos brodern 1856 då han kommit hem från sina resor. För att dryga ut pensionen som utbetalades efter faderns död arbetade Mathilde Reinhardt som privatlärarinna.
Reinhardts litterära verk är memoarer över viktiga personer i hennes liv. Det främsta verket är Familie-Erindringer (1887–1889) i två band som skildrar hennes egen familjs livsöden. Det första bandet skildrar hennes föräldrars liv fram till deras giftermål och baserar sig till stor del på deras brevväxlingar. I verket förekommer även flera för tiden betydelsefulla kulturpersonligheter som familjen omgav sig med, däribland Friederike Brun, Carsten Hauch och Adam Oehlenschläger med familj.
Reinhardt var nära vän med författaren Magdalene Thoresen, vars liv hon skildrar i det opublicerade manuskriptet Magdalene Thoresen. Erindringer og Breve., som till stor del baserar sig på deras brevväxlingar.